# Stor-Axhögen

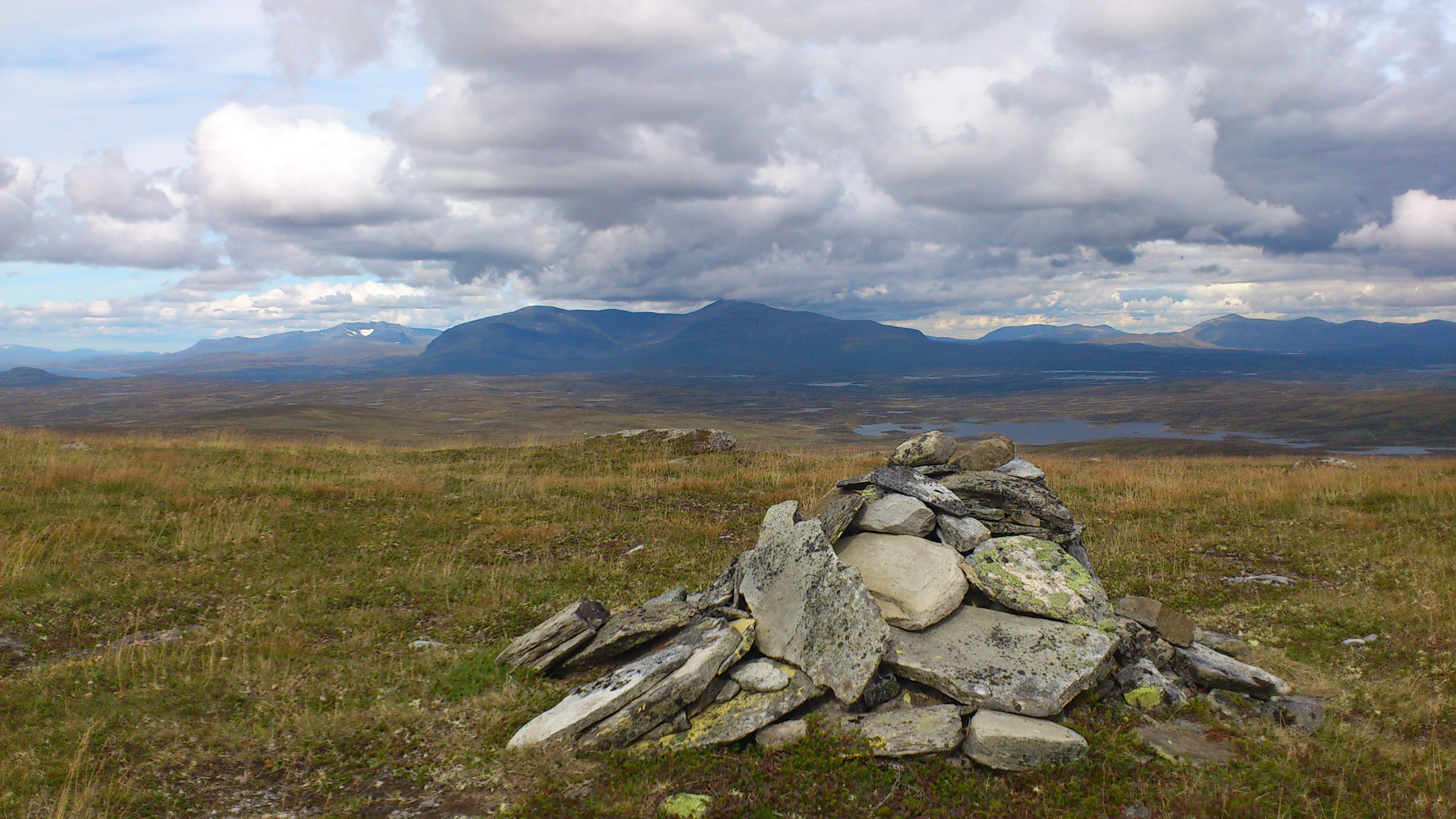
Stor-Axhögen, augusti 2011

Stor-Axhögen, sydsamiska  Heavkåelkie, är ett fjäll i Bergs kommun i nordvästra Härjedalen. Toppen ligger 1322 meter över havet. Gustav Hasselbrink härleder det samiska namnet till håevkie som betyder hög och åelkie betyder axel.